# Edwin O’Brien
Edwin Frederick O’Brien (ur. 8 kwietnia 1939 w Nowym Jorku) – amerykański duchowny rzymskokatolicki, doktor nauk teologicznych, rektor seminarium św. Józefa w Nowym Jorku w latach 1985–1989 (i 1994–1997), rektor Papieskiego Kolegium Północnoamerykańskiego w Rzymie w latach 1990–1994, biskup pomocniczy Nowego Jorku w latach 1996–1997, arcybiskup koadiutor ordynariatu Wojskowego Stanów Zjednoczonych Ameryki w 1997, arcybiskup polowy ordynariatu Wojskowego Stanów Zjednoczonych Ameryki w latach 1997–2007, arcybiskup metropolita Baltimore i prymas Stanów Zjednoczonych w latach 2007–2011, wielki mistrz Zakonu Rycerskiego Grobu Bożego w Jerozolimie w latach 2011–2019, kardynał od 2012 (najpierw w stopniu diakona, w 2022 promowany do stopnia prezbitera).

## Życiorys
Przyszedł na świat w dzielnicy Bronx w rodzinie Edwina Fredericka seniora. Ma dwóch braci. Ukończył seminarium Św. Józefa i 29 maja 1965 otrzymał święcenia kapłańskie z rąk ówczesnego arcybiskupa Nowego Jorku kardynała Francisa Spellmana. Następnie rozpoczął służbę jako kapelan wojskowy gdzie z czasem uzyskał stopień kapitana. W latach 1971–1972 służył w Wietnamie. W 1973 zakończył służbę w armii i wyjechał na studia doktoranckie do Rzymu na Uniwersytet Angelicum. Po uzyskaniu tytułu doktora Świętej Teologii powrócił do kraju. Służył jako wicekanclerz rodzinnej archidiecezji. W latach 1985–1989 i 1994–1997 był rektorem seminarium Św. Józefa, a między 1990 a 1994 rektorem Papieskiego Kolegium Północnoamerykańskiego w Rzymie.
6 lutego 1996 otrzymał nominację na biskupa pomocniczego Nowego Jorku ze stolicą tytularną Thizica. Sakry udzielił mu 25 maja kardynał John Joseph O’Connor. 7 kwietnia następnego roku został koadiutorem arcybiskupa polowego amerykańskiej armii. Sukcesję przejął cztery miesiące później. 7 marca 1998 zrezygnował ze swej stolicy tytularnej. 12 lipca 2007 papież Benedykt XVI mianował go następcą kardynała Keelera w Baltimore. Stał się jednocześnie honorowym prymasem USA. Ingres odbył się 1 października tego samego roku. Uczestniczyło w nim ośmiu kardynałów i wielu biskupów.
29 sierpnia 2011 zastąpił kardynała Foleya na stanowisku wielkiego mistrza Zakonu Rycerskiego Grobu Bożego w Jerozolimie. 6 stycznia 2012 ogłoszona została jego kreacja kardynalska, której papież Benedykt XVI dokonał oficjalnie na konsystorzu w dniu 18 lutego 2012. Brał udział w konklawe 2013, które wybrało papieża Franciszka. 8 grudnia 2019 papież przyjął jego rezygnację. Jego następcą został kardynał Fernando Filoni.
4 marca 2022 papież Franciszek promował go do rangi kardynała prezbitera z zachowaniem dotychczasowej diakonii na zasadzie pro hac vice.